# Görögország hadba lépése (1917)

A Görög Királyság zászlaja.

A Görög Királyság 1917. június 17-én üzent hadat Bulgáriának, illetve a Német Birodalomnak.

## Története

### Előzmények, okok
Görögország semlegességét az idő haladásával egyre nehezebben tudta tartani. Az Antant (különösen Nagy-Britannia) minden diplomáciai fogással próbálta rávenni a görögöket arra, hogy üzenjenek hadat legalább az Oszmán Birodalomnak. Erre azért lett volna szükségük mert, a britek az itt állomásoztatott ezredeik jelentős részét át kívánták volna csoportosítani a szorongatott helyzetben lévő nyugati front megsegítésére. Azonban a britek nem merték gyarmataikat (Egyiptom és India), illetve az ahhoz vezető utakat katonai védelem nélkül hagyni. Ennek köszönhetően a görög kormány már nem beszélhetett semlegességről, hiszen Antant csapatok állomásoztak Gallipoliban. Az országban főként a törökkel szemben alakult ki ellentét, amely szinte gyűlöletbe csapott át a két nép között, ezért a görög emberek nagy része ekkor még nem akart háborút kezdeni más népekkel. Görögország az 1915-től 1916-ig tartó rendszeres tárgyalásokon nem hajlottak az Antant szavára. Ennek legfőbb oka I. Konstantin király határozott németbarátsága volt (a király német származású).

### Hadba lépés
A helyzetet végül Elefthériosz Venizélosz és társai oldották meg, akik forradalmat robbantottak ki, ellenkormányt alakítottak (mely Görög Honvédelmi kormány néven vonult be a történelembe) és nyíltan szembeszálltak az uralkodóval. A Honvédelmi kormány 1916-ban, ugyan hadat üzent az Oszmán Birodalomnak, a Német Birodalomnak és Bulgáriának, az ellenkormány ezen lépését nem tekinthetjük olyan hitelesnek mint a későbbiekben, ugyanis a legtöbb ország még csupán Konstantin király kormányát fogadta el. Támogatóik hamarosan annyian lettek, hogy a király végül (fia javára) lemondott a trónról és száműzetésbe vonult. Helyére fiát, I. Sándor görög királyt ültették akinél hamarosan elérték céljaikat, ugyanis 1917-ben Görögország belépett a háborúba az Antant oldalán.

### Következmények
Az Antant angol és francia csapatai a görög sereg java részével kiegészülve már sokkal nagyobb fölényben voltak a bolgárokkal és a törökökkel szemben. 1917 végén a görögök kisebb sikereket értek el a bolgárokkal szemben a Vardar folyótól nyugatra, azonban a jelentős sikerek csupán később következtek. 1918 szeptemberében egy több mint 350 000 fős brit-francia-görög sereg (heves tüzérségi előkészítés után) lerohanta a bolgár vonalat és visszavonulásra kényszerítette az ország hadseregét. Ennek köszönhetően a bolgárok néhány napon belül megadták magukat. Ennek köszönhetően Görögország szerepe igen jelentéktelenné vált, s a későbbiekben nem történtek jelentősebb összetűzések.

## Lásd még
- Görögország az első világháborúban
- Első világháború
- Görögök

## Képgaléria

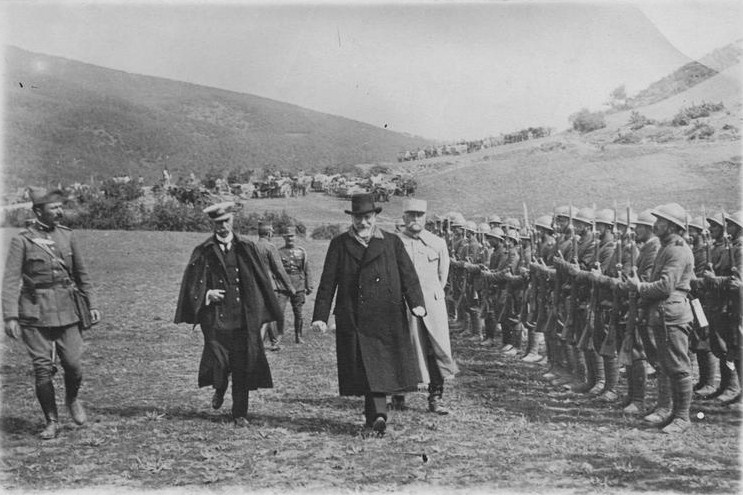
Elefthériosz Venizélosz (középen), Pavlos Koundouriotisz (balra) görög admirális szemléli a csapatokat.
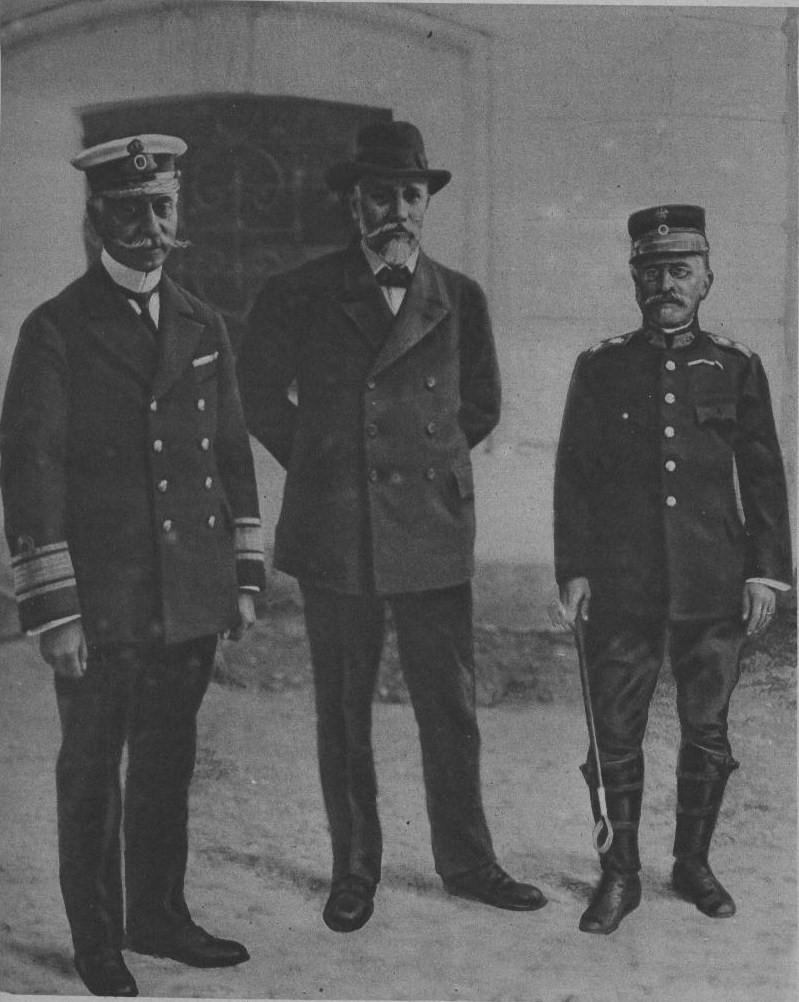
Pavlosz Koundouriotisz admirális, Venizélosz és Panagiótisz Danglísz tábornok.
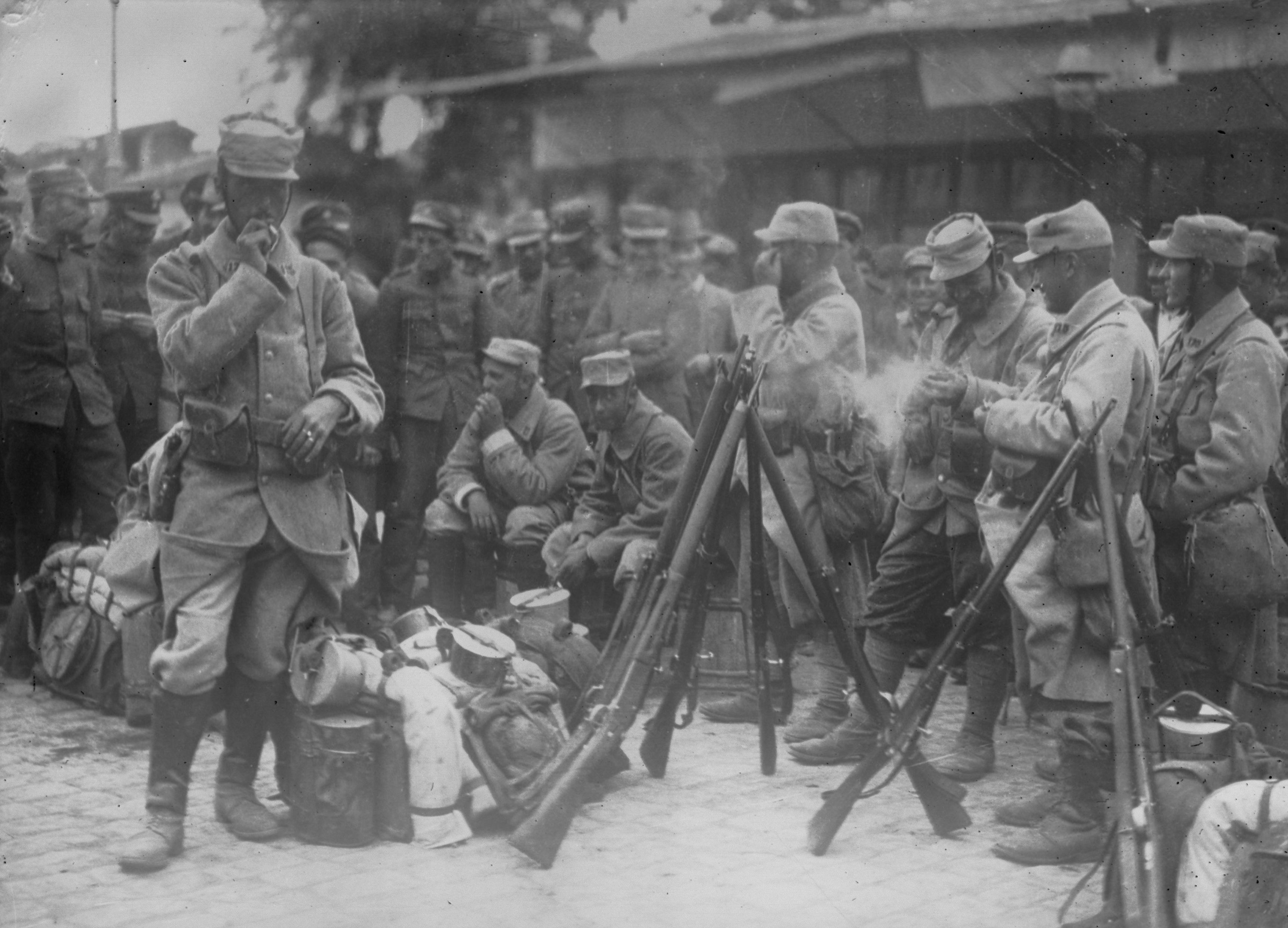
Francia katonák szalonikiben.
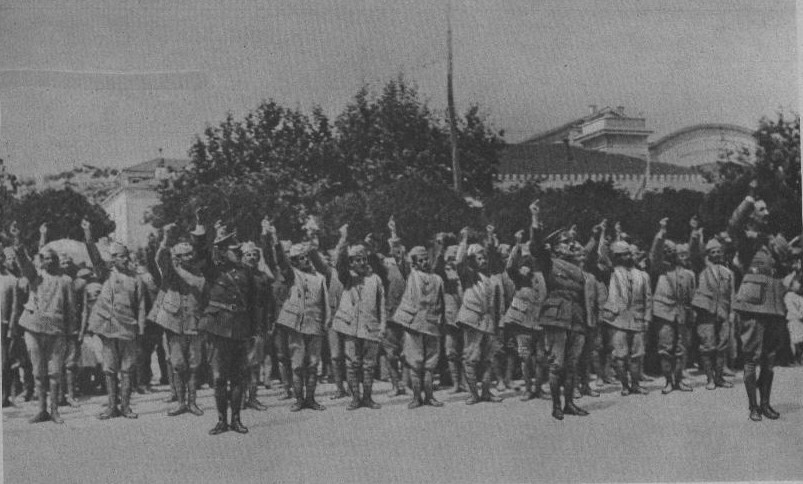
Venizéloszra felesküdő görög katonák.
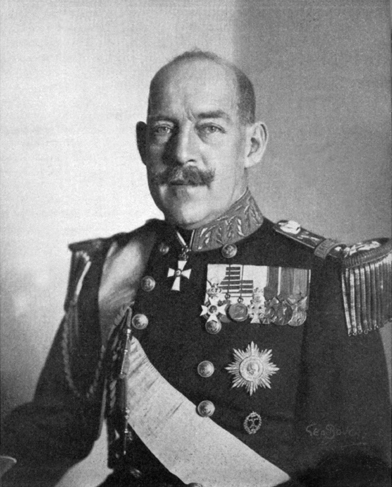
I. Konstantin görög király
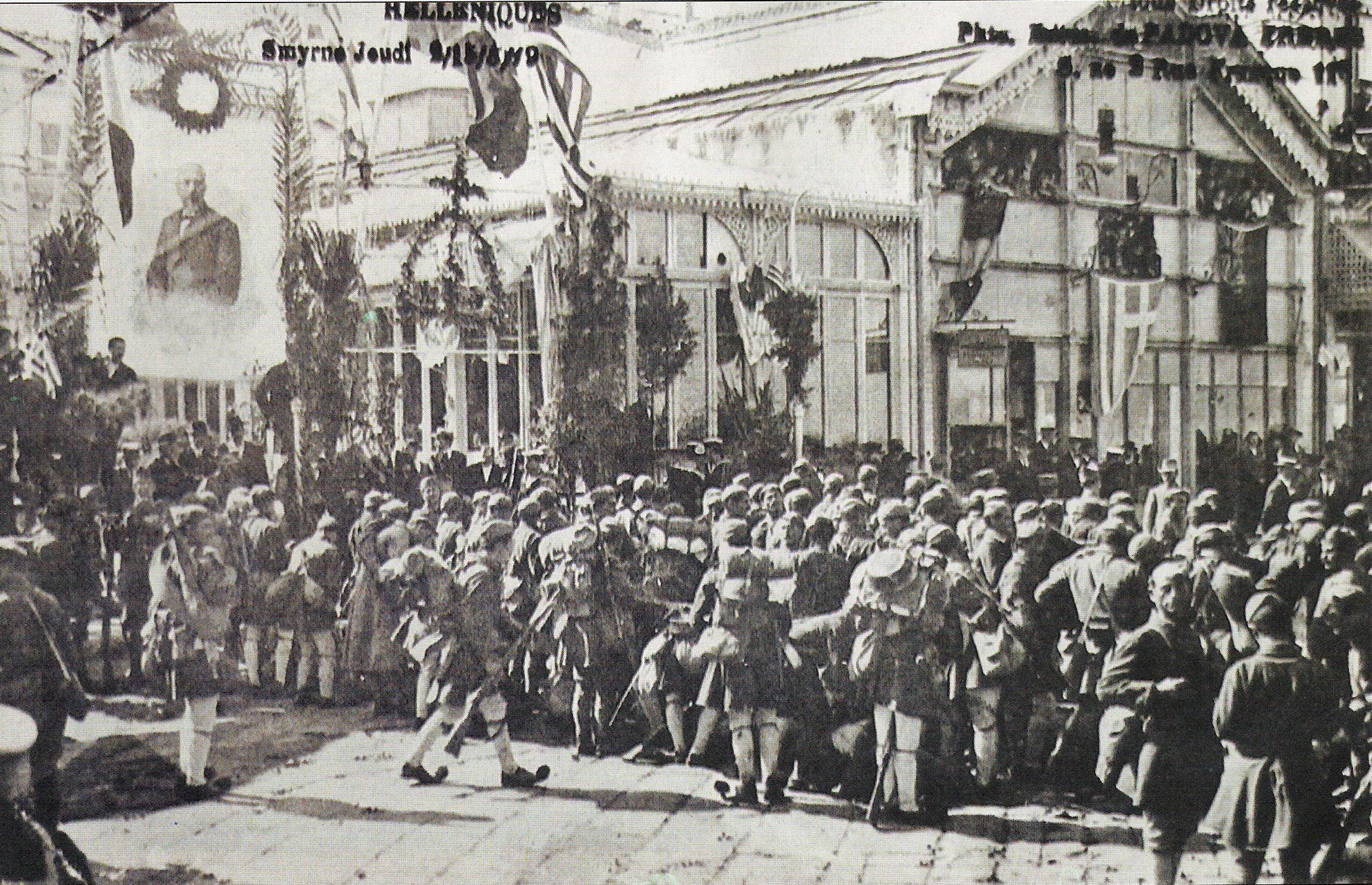
Görög katonák Szmirnában.
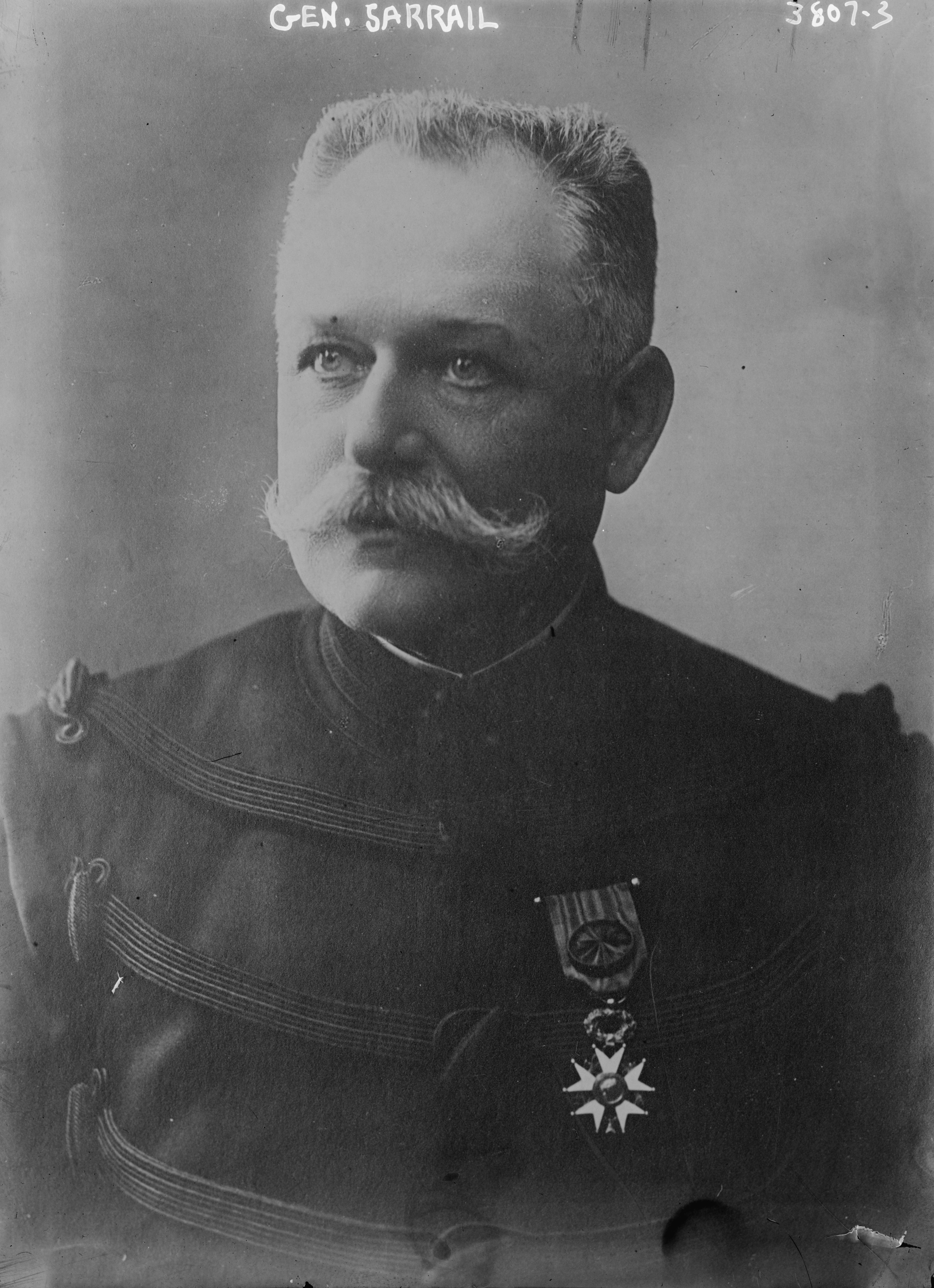
Maurice Sarrail francia tábornok.